# Пустоми
Пустоми́ (фр. Pousthomy, окс. Postòmis) — коммуна во Франции, находится в регионе Окситания. Департамент — Аверон. Входит в состав кантона Сен-Сернен-сюр-Ранс. Округ коммуны — Мийо.
Код INSEE коммуны — 12186.
Коммуна расположена приблизительно в 560 км к югу от Парижа, в 100 км северо-восточнее Тулузы, в 55 км к югу от Родеза.

## Население
Население коммуны на 2008 год составляло 216 человек.
| 1962 | 1968 | 1975 | 1982 | 1990 | 1999 | 2008 |
| ---- | ---- | ---- | ---- | ---- | ---- | ---- |
| 347  | 389  | 282  | 242  | 199  | 186  | 216  |

## Администрация
| Период | Период | Фамилия          | Партия | Примечания |
| ------ | ------ | ---------------- | ------ | ---------- |
| 2001   | 2008   | Пьер Безе        |        |            |
| 2008   |        | Паскаль Канталуб |        |            |

## Экономика
В 2007 году среди 139 человек в трудоспособном возрасте (15—64 лет) 105 были экономически активными, 34 — неактивными (показатель активности — 75,5 %, в 1999 году было 63,4 %). Из 105 активных работали 96 человек (50 мужчин и 46 женщин), безработных было 9 (6 мужчин и 3 женщины). Среди 34 неактивных 6 человек были учениками или студентами, 11 — пенсионерами, 17 были неактивными по другим причинам.

## Достопримечательности
- Фонтан XV века. Памятник истории с 1983 года[3]